# Kathedraal van Bordeaux
De Kathedraal van Bordeaux (in het Frans voluit: Cathédrale Primatiale Saint-André de Bordeaux) is het belangrijkste religieuze gebouw van de Franse stad Bordeaux. De kathedraal is gewijd aan de apostel Andreas. De kathedraal is in 1096 ingewijd door paus Urbanus II. Tussen de 12e en de 14e eeuw is de kerk herbouwd in gotische stijl. Tussen 1440 en 1500 is de kathedraal voorzien van een losstaande klokkentoren, de tour Pey Berland. 
In de kerk zijn een aantal belangrijke koninklijke huwelijken voltrokken: in 1137 tussen Eleonora van Aquitanië en Lodewijk VII en in 1615 tussen Anna van Oostenrijk en Lodewijk XIII.  
De kathedraal is van binnen 124 meter lang en het middenschip is 18 meter breed. De hoogte van het gewelf is 23 meter in het schip en 29 meter in het koor. De torens bij de noordelijke ingang hebben een hoogte van 81 meter.
Het bouwwerk werd als onroerend erfgoed beschermd en kreeg de status van Frans monument historique. In 1998 werden de kathedraal Saint-André-de-Bordeaux en losstaande toren tour Pey Berland door de Commissie voor het Werelderfgoed van de UNESCO bijgeschreven op de werelderfgoedlijst als onderdeel van de inschrijving Pelgrimsroutes in Frankrijk naar Santiago de Compostella. Daarnaast maakt de kathedraal ook deel uit van de Port de la Lune dat ook op de werelderfgoedlijst staat. 

## Afbeeldingen

### Buitenzijde

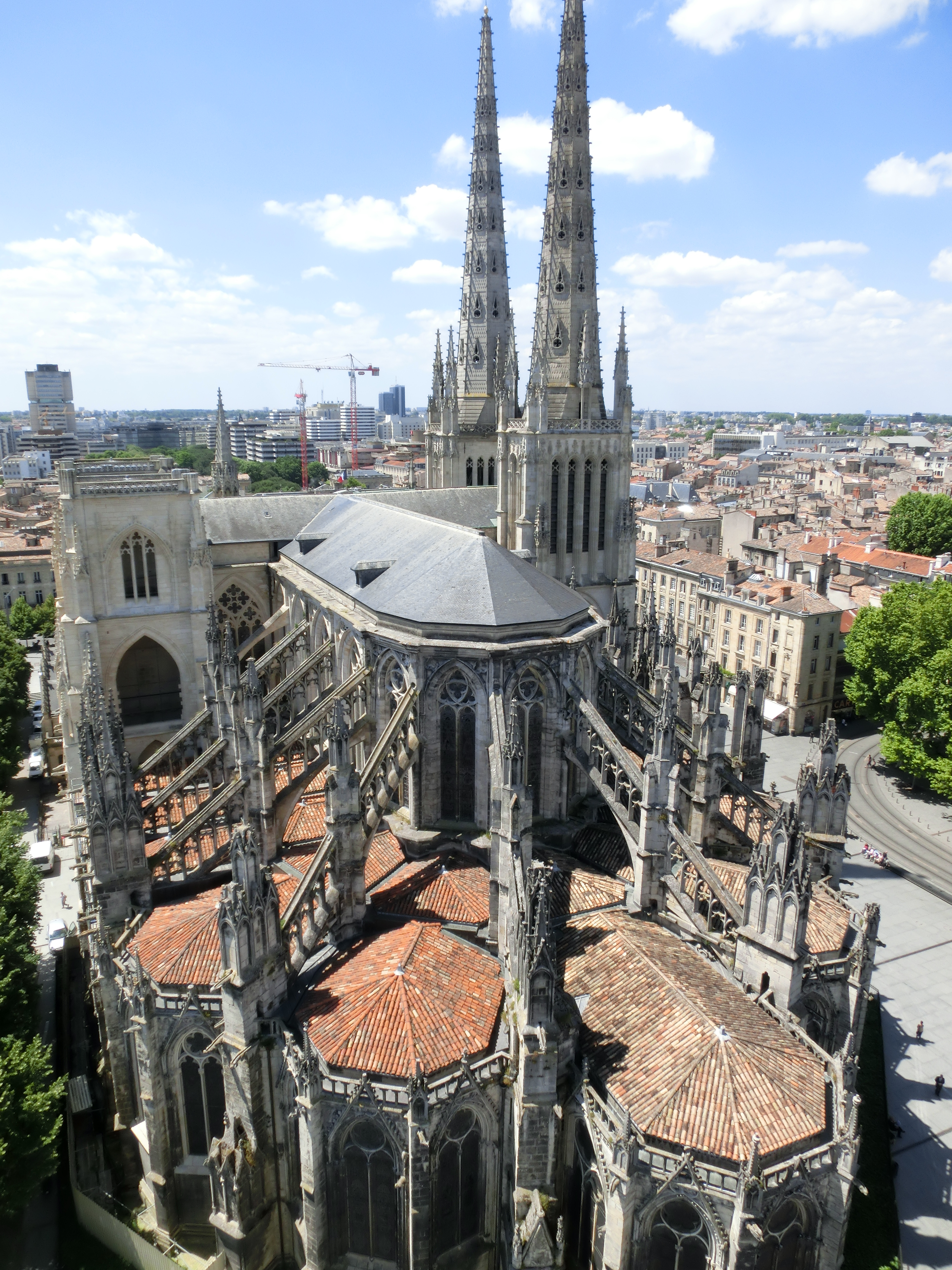
Zicht vanaf de klokkentoren
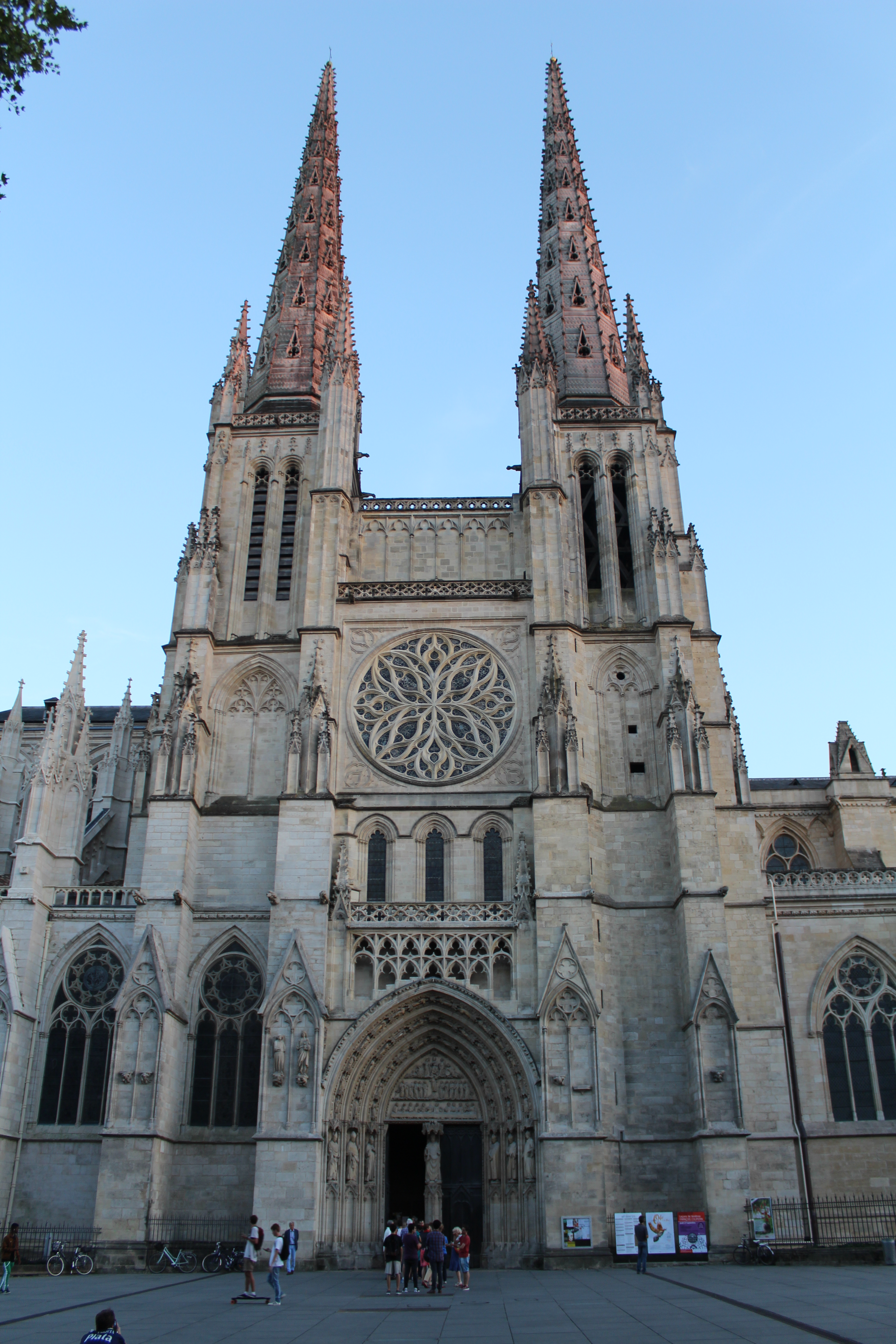
Noordgevel met hoofdingang
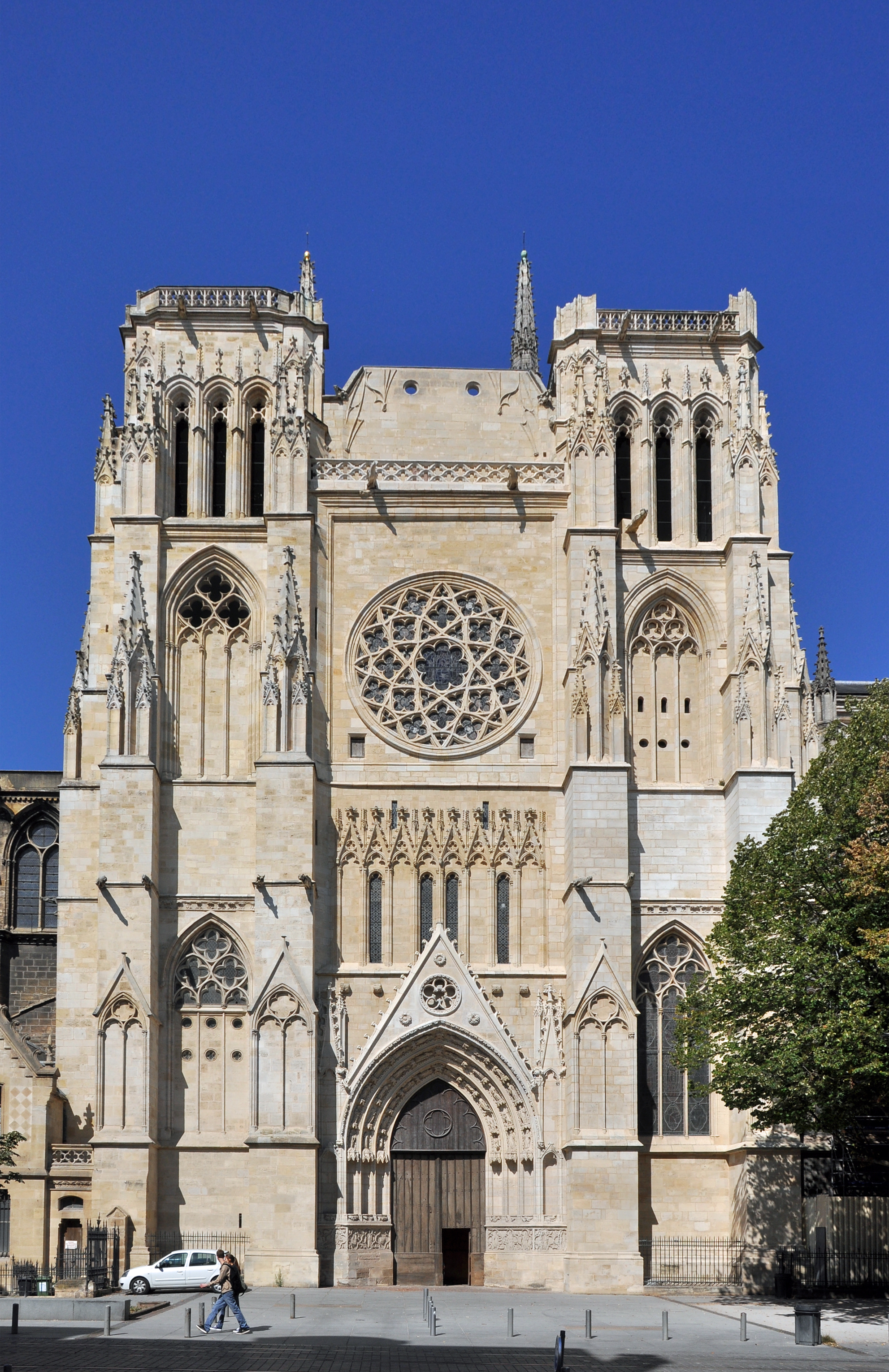
Zuidelijke ingang
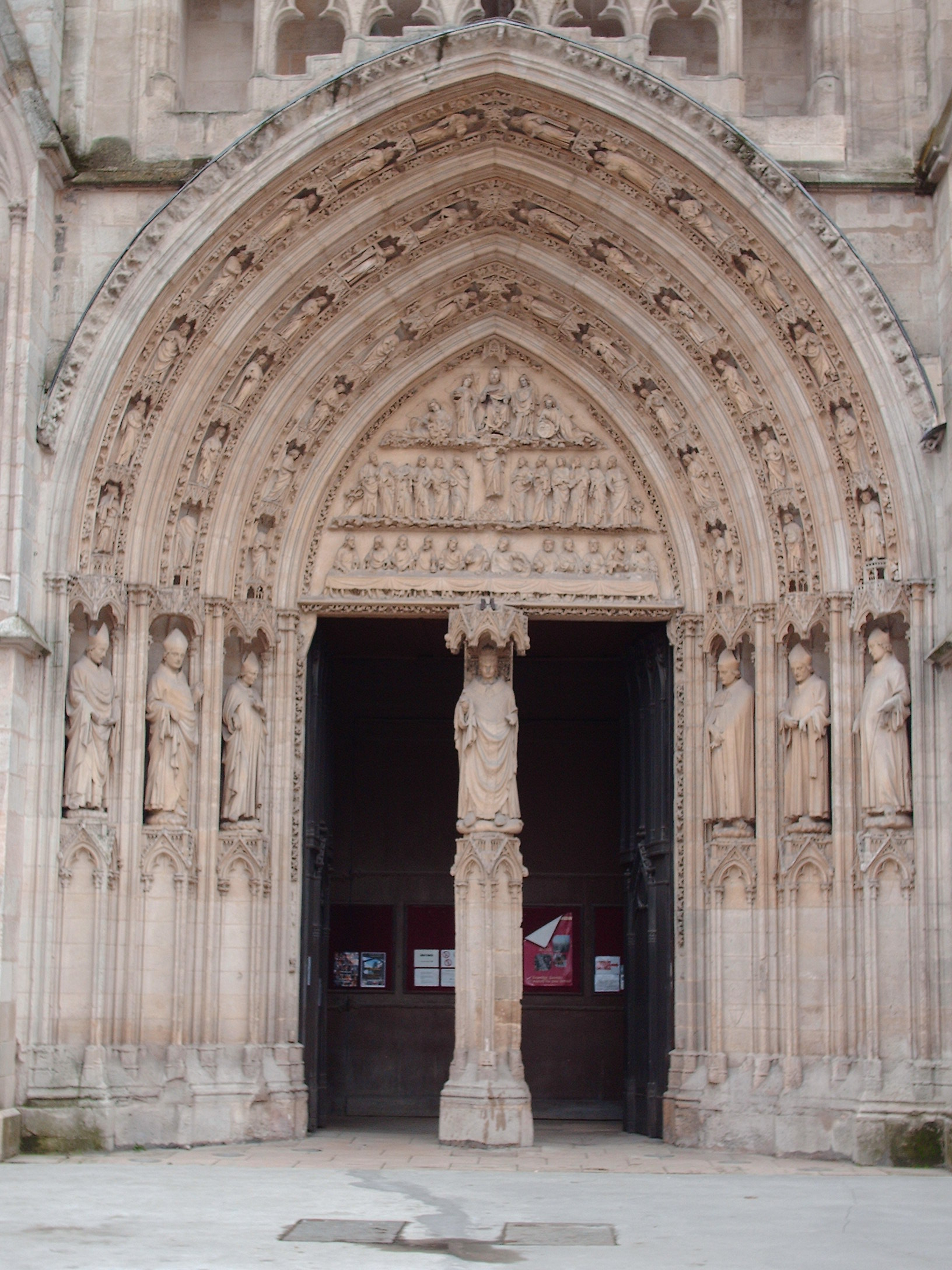
Portail des Flèches
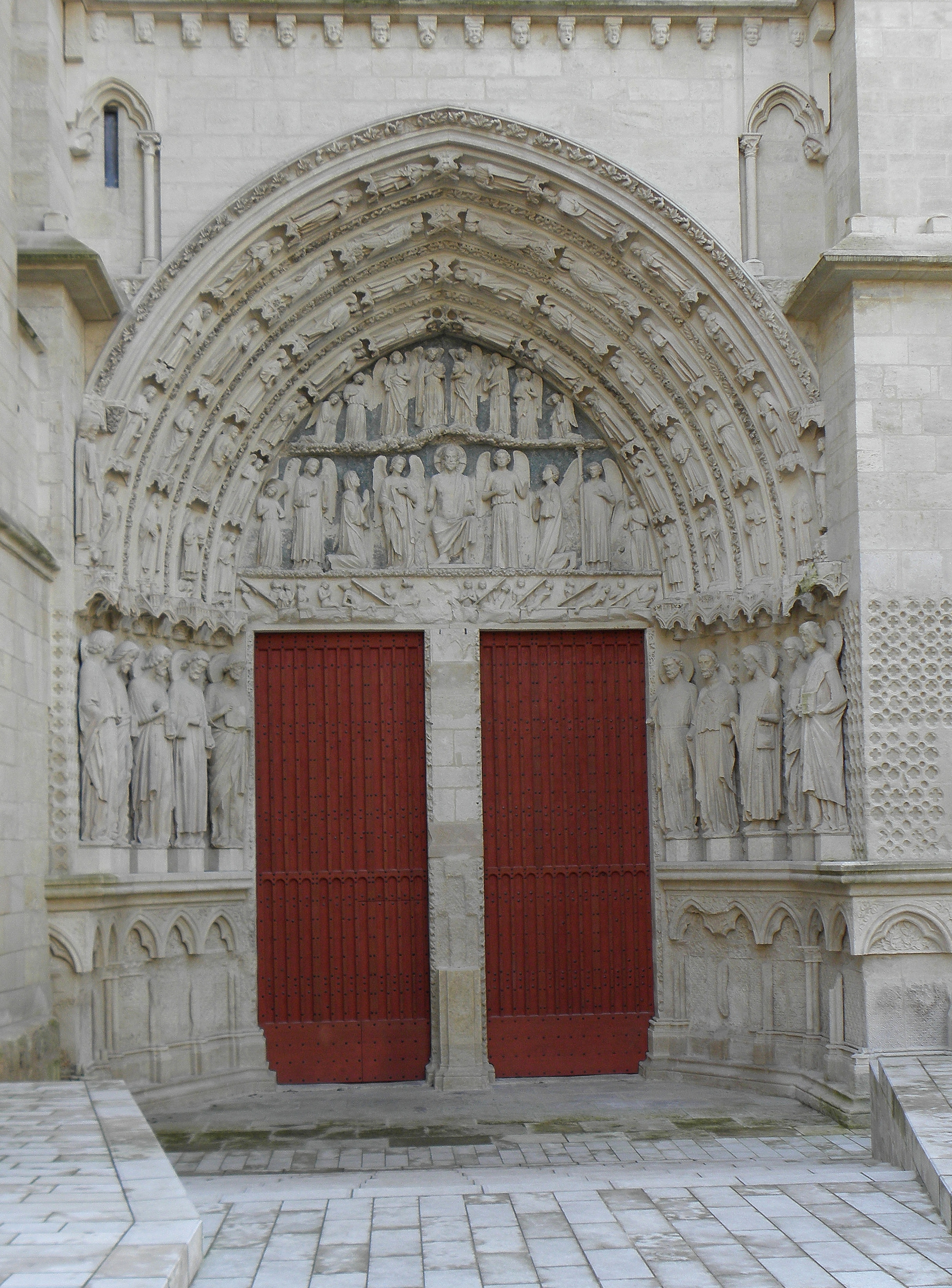
Koninklijke ingang (Portail royal)
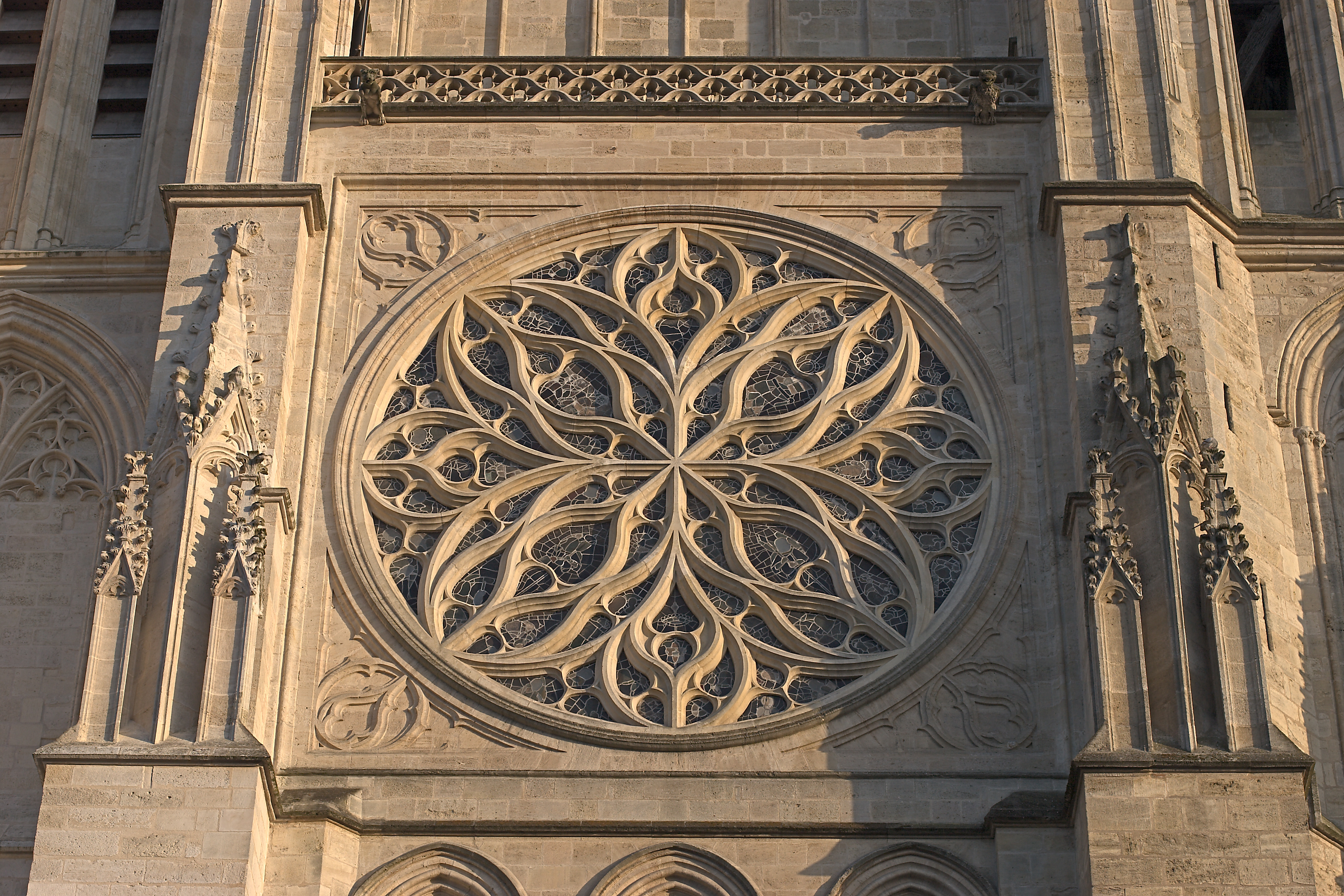
Roosvenster noordzijde
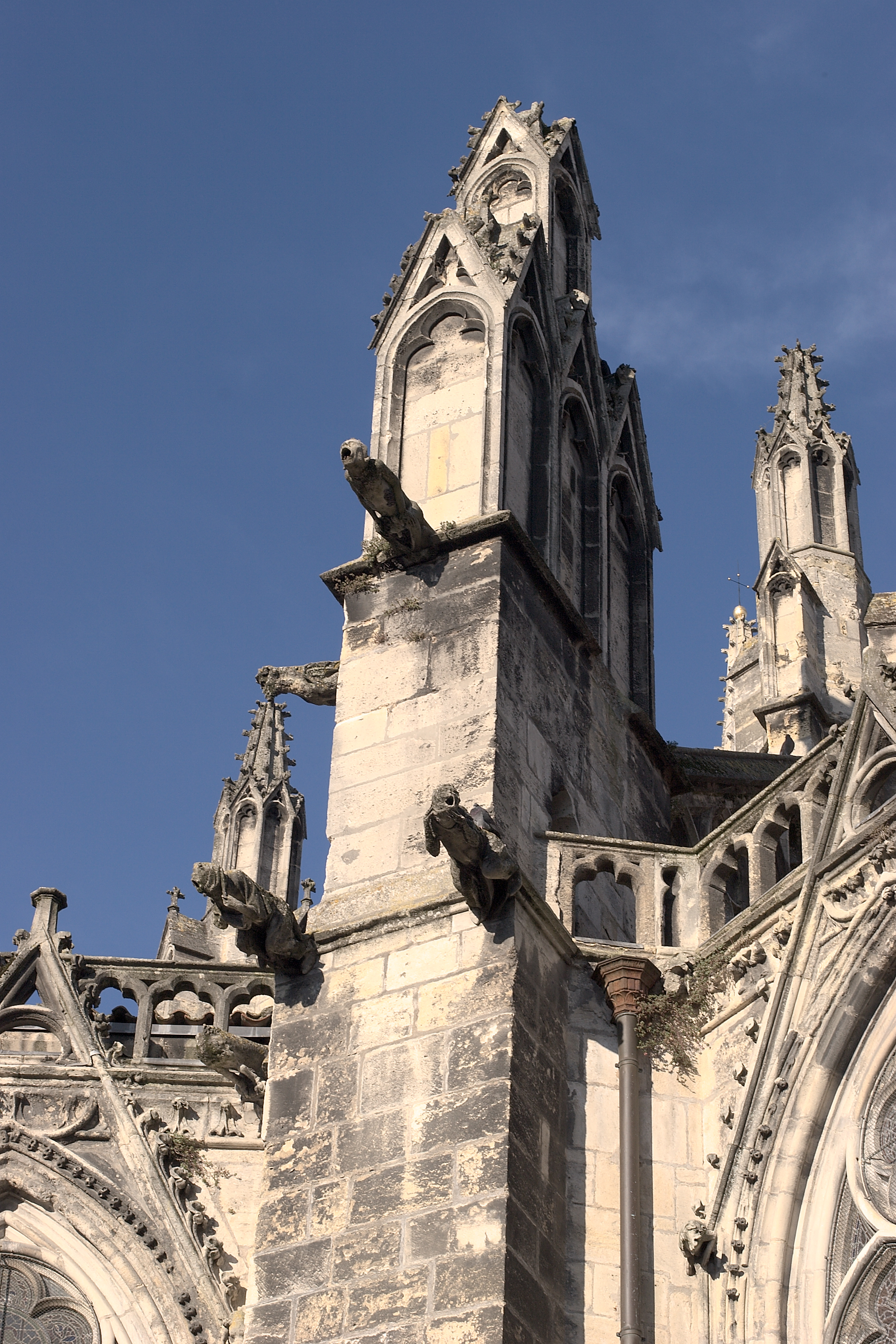
Waterspuwers

### Interieur

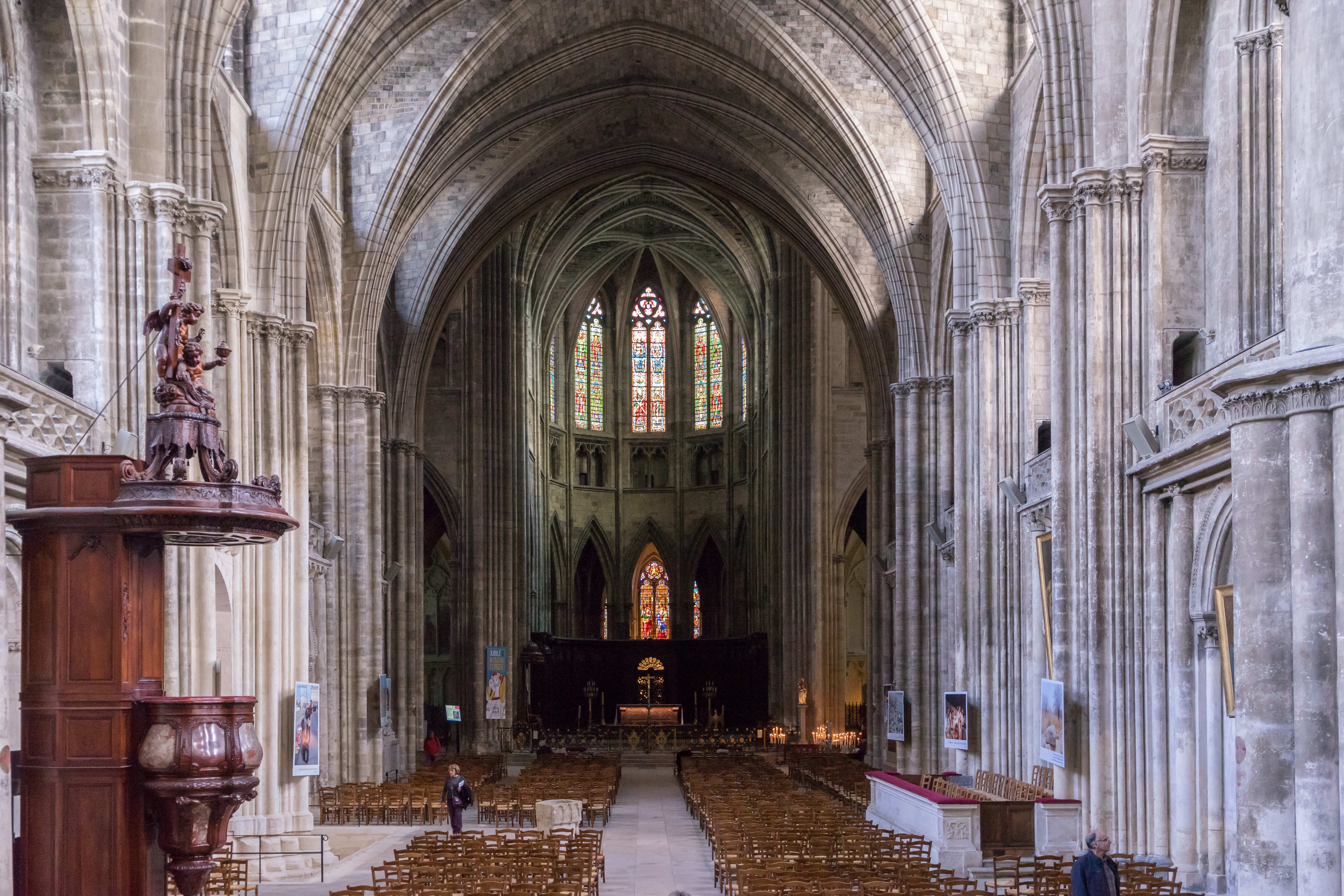
Middenschip
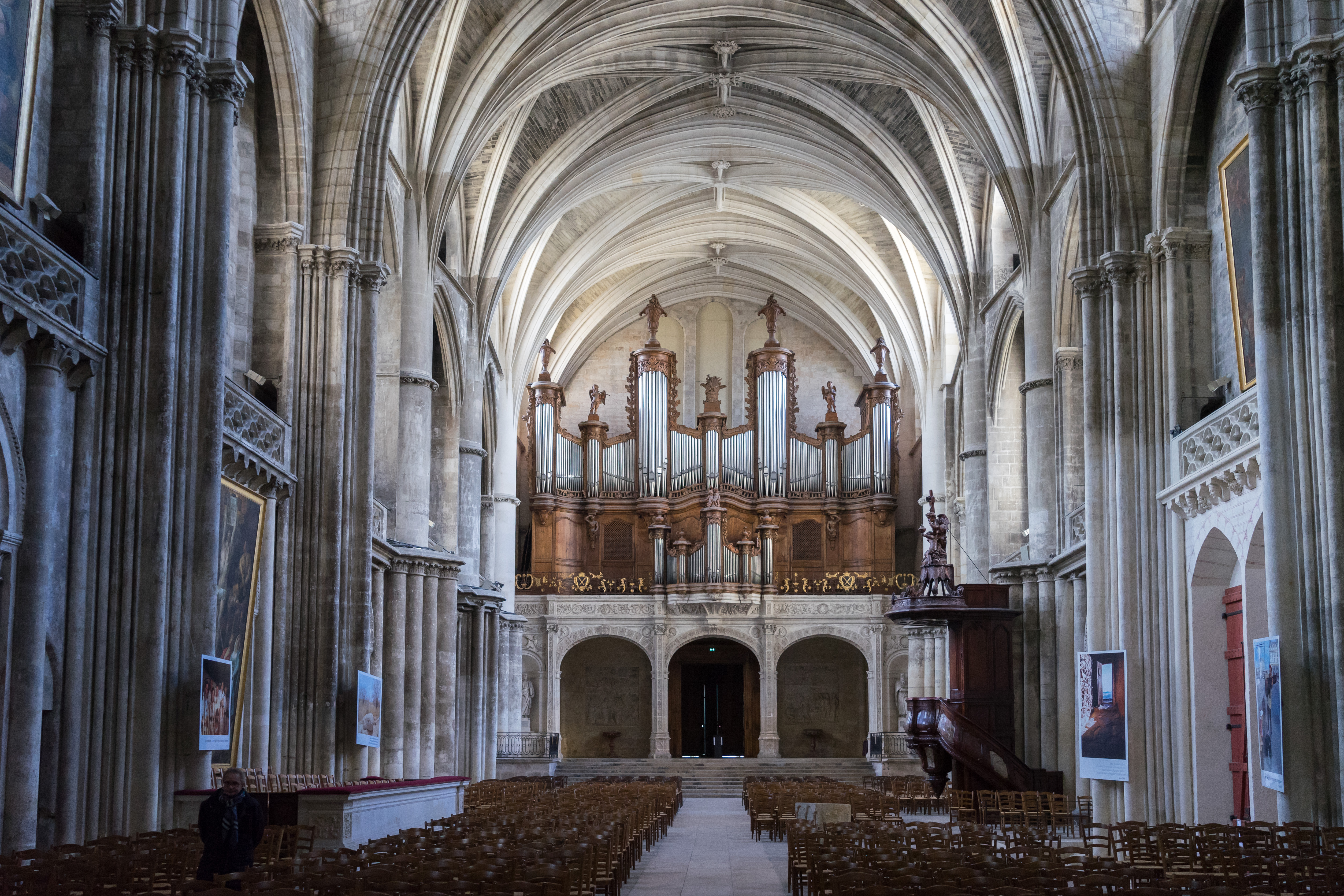
Interieur met pijporgel
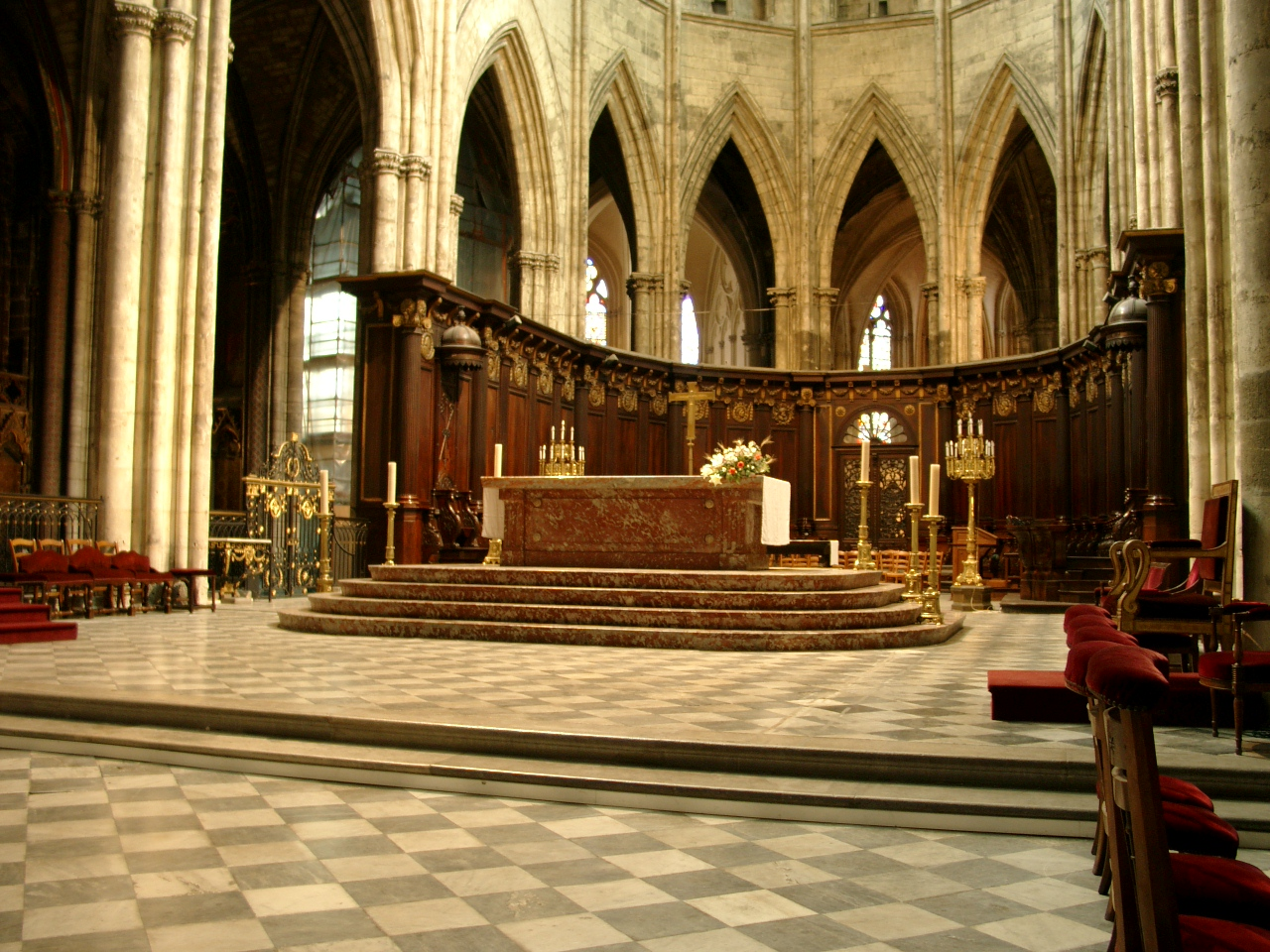
Koor
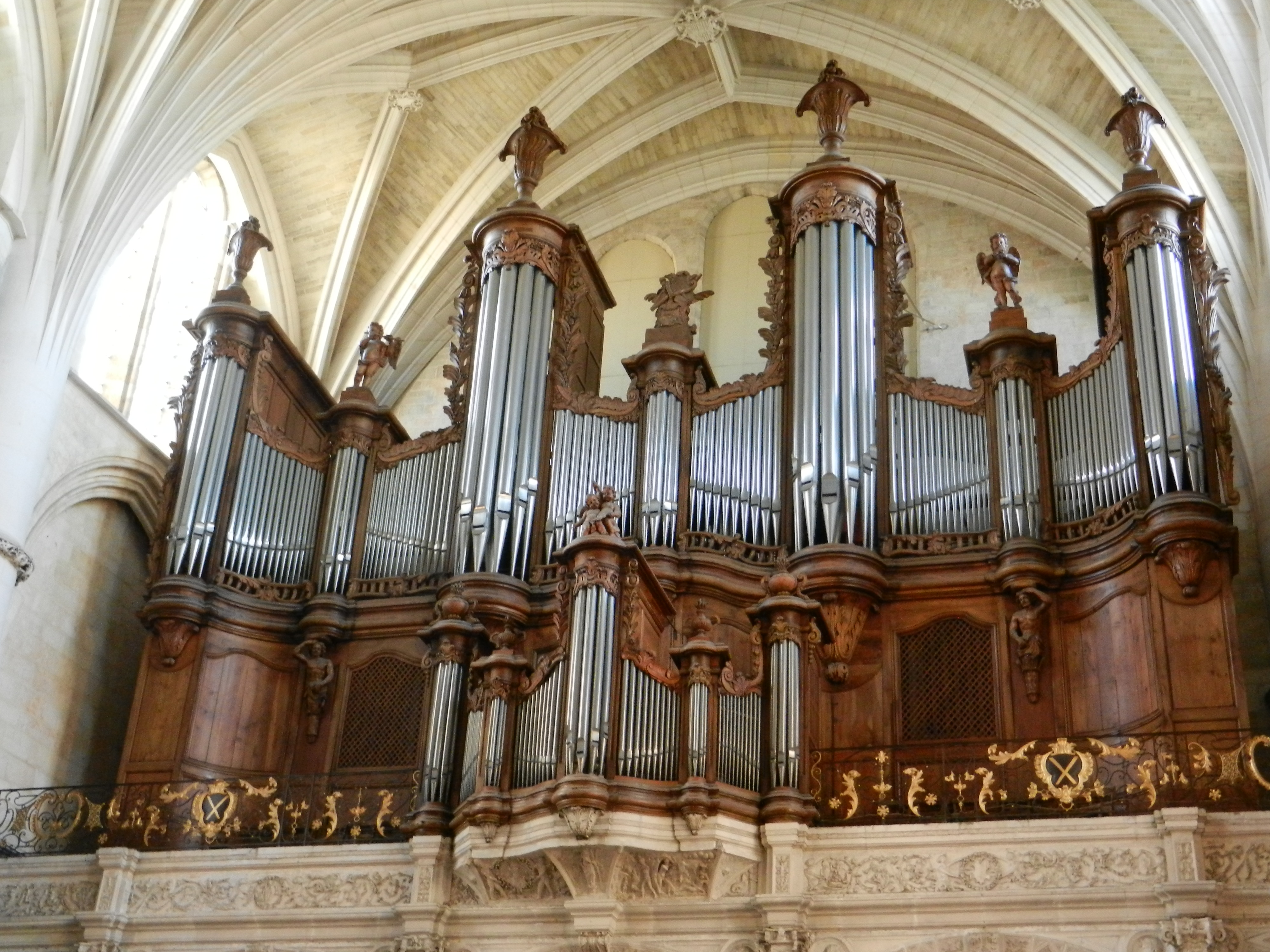
Het hoofdorgel
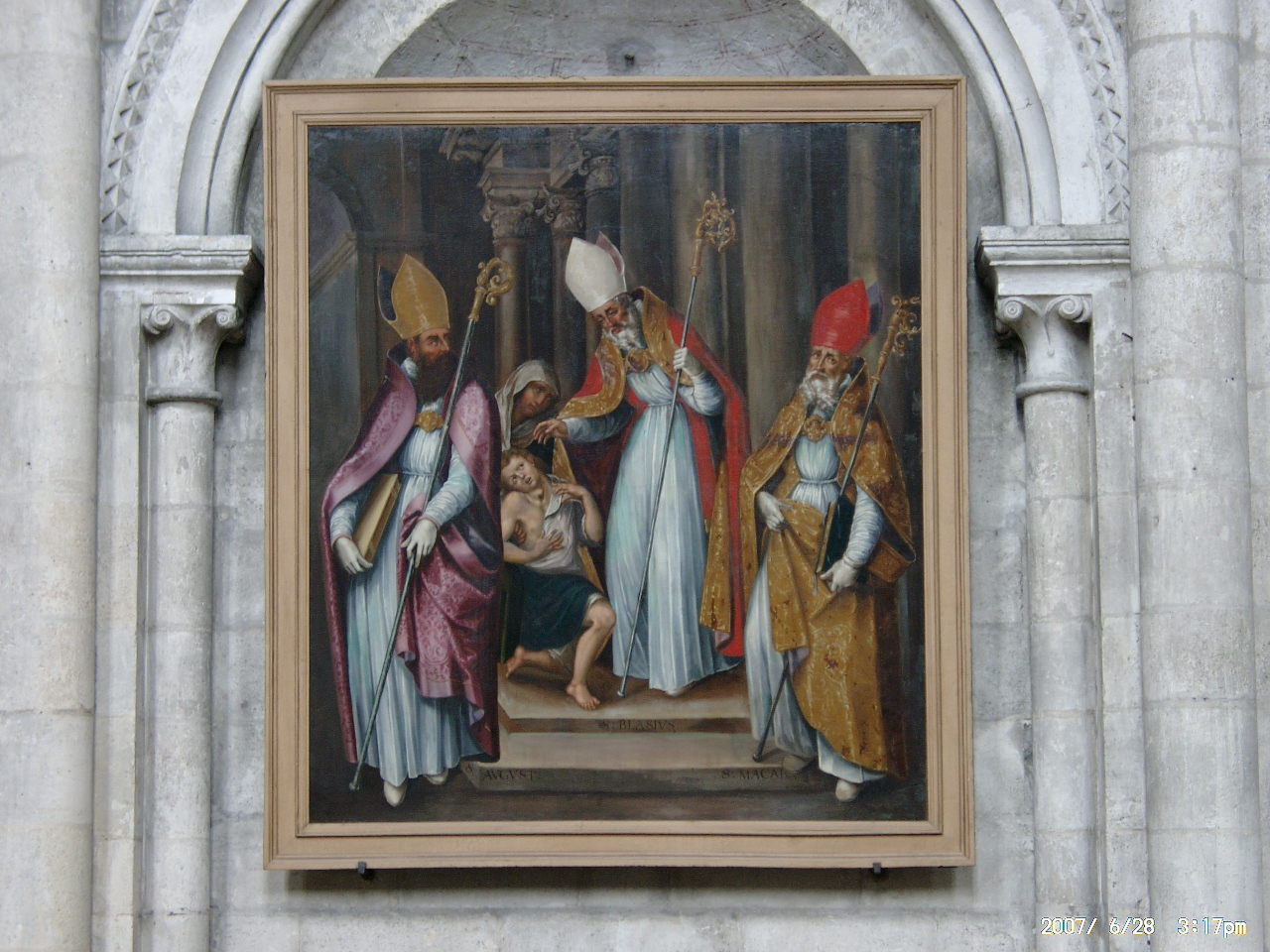
St. Augustinus, St. Blaise en St. Macarius

### Pey Berland Toren

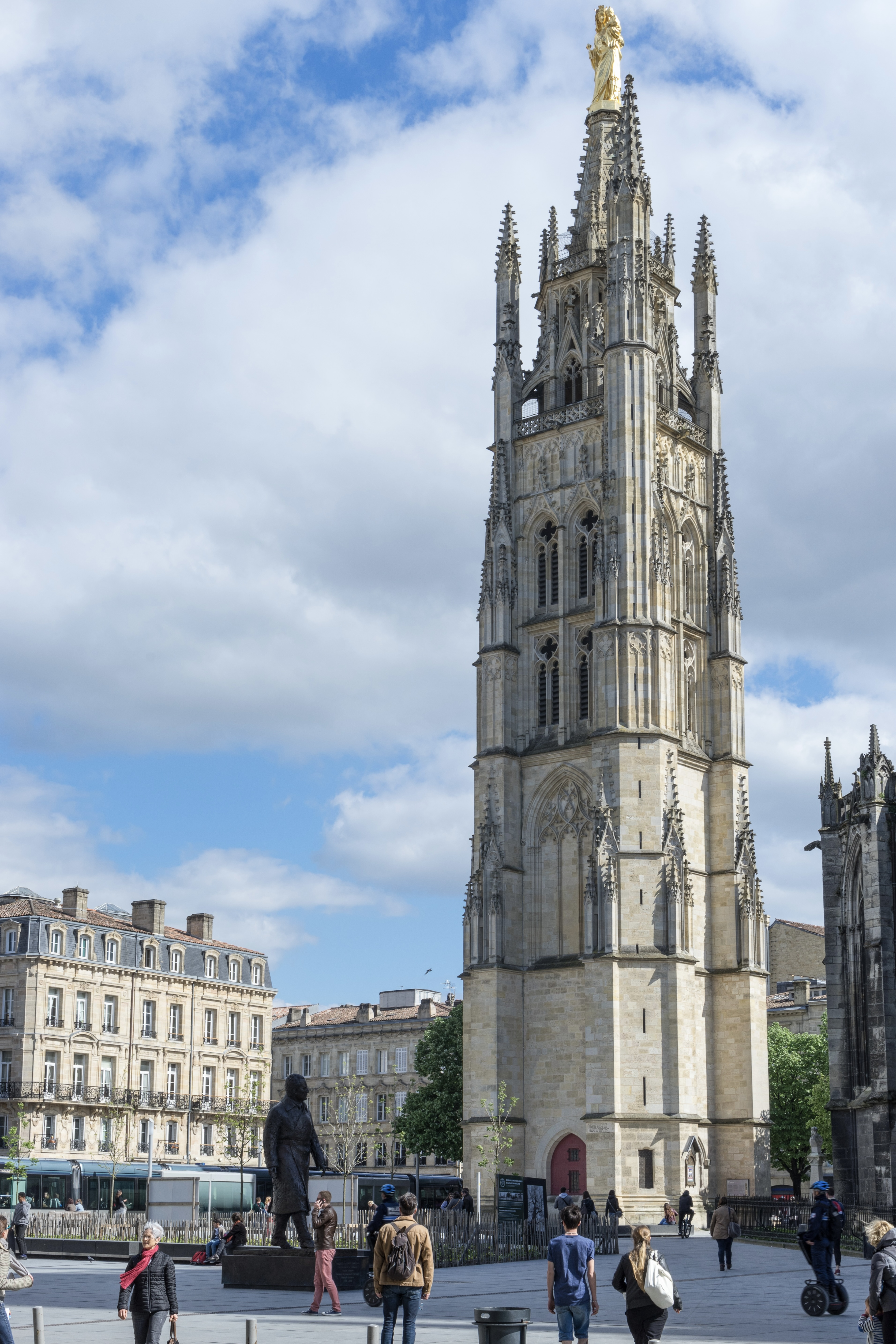
Pey-Berland toren
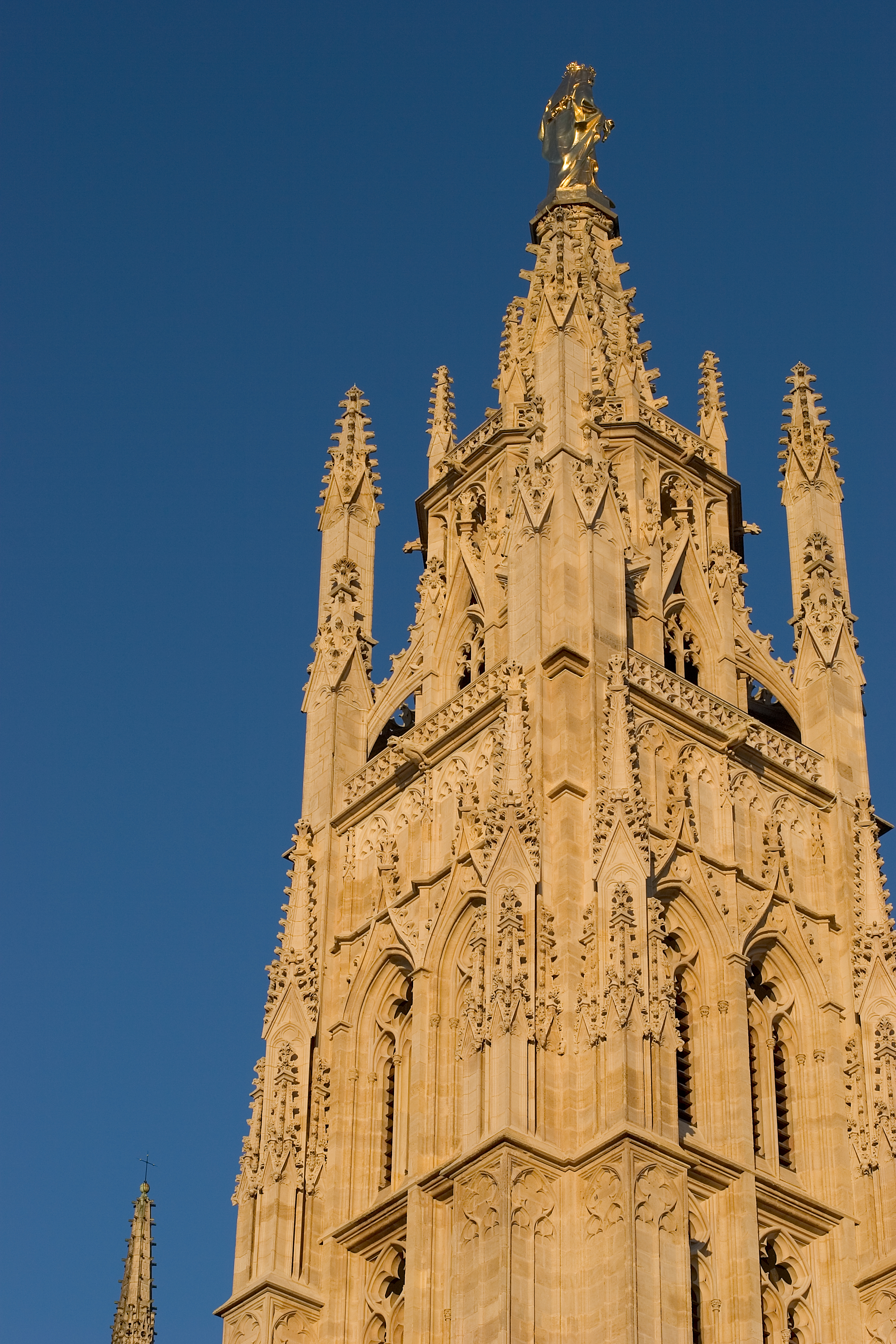
Vanuit het zuidoosten

Aix · Albi · Amiens · Auch · Auxerre · Bayeux · Bayonne · Beauvais · Béziers · Bordeaux · Bourges · Carcassonne · Châlons · Chartres · Clermont-Ferrand · Dijon · Évreux · Laon · Le Mans · Limoges · Lisieux · Lyon · Meaux · Metz · Nantes · Narbonne · Nevers · Orléans · Parijs · Poitiers · Quimper · Reims · Rodez · Rouen · Sées · Sens · Soissons · Straatsburg · Toul · Toulouse · Tours · Troyes